# De Redders
De Redders is een fictiereeks van productiehuis 100.000Volts die uitgezonden wordt door de Vlaamse commerciële zender Play4. In de reeks wordt het doen en laten van een team van zes redders aan de Belgische Kust gevolgd, zowel op als naast het strand. Het eerste seizoen werd in 2021 uitgezonden, het tweede seizoen is sinds eind mei 2022 online te bekijken via GoPlay en werd vanaf eind juni ook op Play4 uitgezonden.

## Verhaal
June, Daan, Robin, Elisabeth, Nino en postoverste Noah zijn redders aan de Belgische Kust. Op het strand van Oostende-Mariakerke staan zij in voor de veiligheid van de badgasten en worden ze geconfronteerd met allerlei situaties, van zwemmers en surfers in nood tot zakkenrollers en dronken feestvierders op het strand. Daarnaast krijgen ze privé ook af te rekenen met de nodige intriges, romances en onderlinge competitie.

## Rolverdeling
- Laurins Dursin - Noah
- Julie Vermeire - June
- Joni Ceusters - Daan
- Kato Haes - Robin
- Charlotte Goyvaerts - Elisabeth
- Silvio Migliore - Nino

## Afleveringen
- Seizoen 1: 2 augustus 2021 - 26 augustus 2021 (16 afl.)
- Seizoen 2: 27 juni 2022 - 4 augustus 2022 (24 afl.)

## Kritische ontvangst
De serie, die opgevat is als een hedendaagse versie van Baywatch aan de Noordzee, miste compleet haar start met net geen 105.000 kijkers. Bij de tweede aflevering bleven er daar nog amper 58.000 van over. Bovendien oogstte de serie bakken kritiek in de pers en op sociale media, waar de makers een gebrek aan kwaliteit en acteertalent verweten wordt.
Ondanks de kritiek en de slechte kijkcijfers werd er een tweede seizoen opgenomen dat vanaf eind mei 2022 integraal beschikbaar is op het streamingplatform GoPlay, omdat volgens de zender het programma online beter scoort, vooral bij jongere kijkers.

## Trivia
- De hoofdrollen worden vertolkt door nieuwe onbekende acteurs.[6] Enkel Joni Ceusters (Kamp Waes) en Julie Vermeire (Dancing with the Stars) genoten al van enige schermbekendheid.
- De serie wordt gemaakt met de medewerking van de stad Oostende.[7] De opnames vonden plaats tussen 13 mei en 8 augustus 2021.[8]
- Joni Ceusters die de rol van Daan vertolkt is in het echte leven gediplomeerd zwembadredder.[9]
- Na het bekijken van de pilootaflevering besloot de kustreddingsdienst IKWV om geen verdere medewerking te verlenen omdat zij van mening zijn dat de serie niet genoeg aansluit bij de realiteit.[10][11]